# São Luís (Odemira)
Pour les articles homonymes, voir São Luís.
São Luís est une freguesia portugaise située dans la municipalité d'Odemira. Elle compte 146,81 km2 de superficie et 1 883 habitants (recensement 2021). Sa densité de population est de 12,8 hab./km2.

## Histoire
Le territoire correspondant à la paroisse est occupé au moins depuis l'âge du bronze, selon les vestiges trouvés près des ruines de l'Ermitage de São Domingos et sur le site archéologique du Cerro do Oiro. Un autre édifice historique important est le Cerro do Castelo de Vale de Gaios, une colline fortifiée habitée pendant l'âge du fer et la période musulmane. Des restes médiévaux ont également été découverts à proximité de l'Ermitage de Santa Catarina.
La paroisse de São Luís a été intégrée à la municipalité d'Odemira par la Charte de 1256. Elle est considérée comme l'une des paroisses historiques de la municipalité, bien qu'elle ait fait partie un certain temps de la municipalité de Vila Nova de Milfontes.

## Démographie
Population enregistrée selon les différents recensements :
| Population de la freguesia de São Luís | Population de la freguesia de São Luís | Population de la freguesia de São Luís |
| Année                                  | Habitants                              | ±%                                     |
| -------------------------------------- | -------------------------------------- | -------------------------------------- |
| 1864                                   | 1 570                                  | —                                      |
| 1878                                   | 1 721                                  | +9.6 %                                 |
| 1890                                   | 1 759                                  | +2.2 %                                 |
| 1900                                   | 1 937                                  | +10.1 %                                |
| 1911                                   | 2 166                                  | +11.8 %                                |
| 1920                                   | 2 538                                  | +17.2 %                                |
| 1930                                   | 3 132                                  | +23.4 %                                |
| 1940                                   | 3 859                                  | +23.2 %                                |
| 1950                                   | 4 475                                  | +16.0 %                                |
| 1960                                   | 4 345                                  | −2.9 %                                 |
| 1970                                   | 2 748                                  | −36.8 %                                |
| 1981                                   | 2 510                                  | −8.7 %                                 |
| 1991                                   | 2 405                                  | −4.2 %                                 |
| 2001                                   | 2 249                                  | −6.5 %                                 |
| 2011                                   | 1 989                                  | −11.6 %                                |
| 2021                                   | 1 883                                  | −5.3 %                                 |

| 2001 | 262 | 265 | 1 077 | 645 |
| 2011 | 224 | 162 | 1 001 | 602 |
| 2021 | 211 | 131 | 966   | 575 |

## Géographie

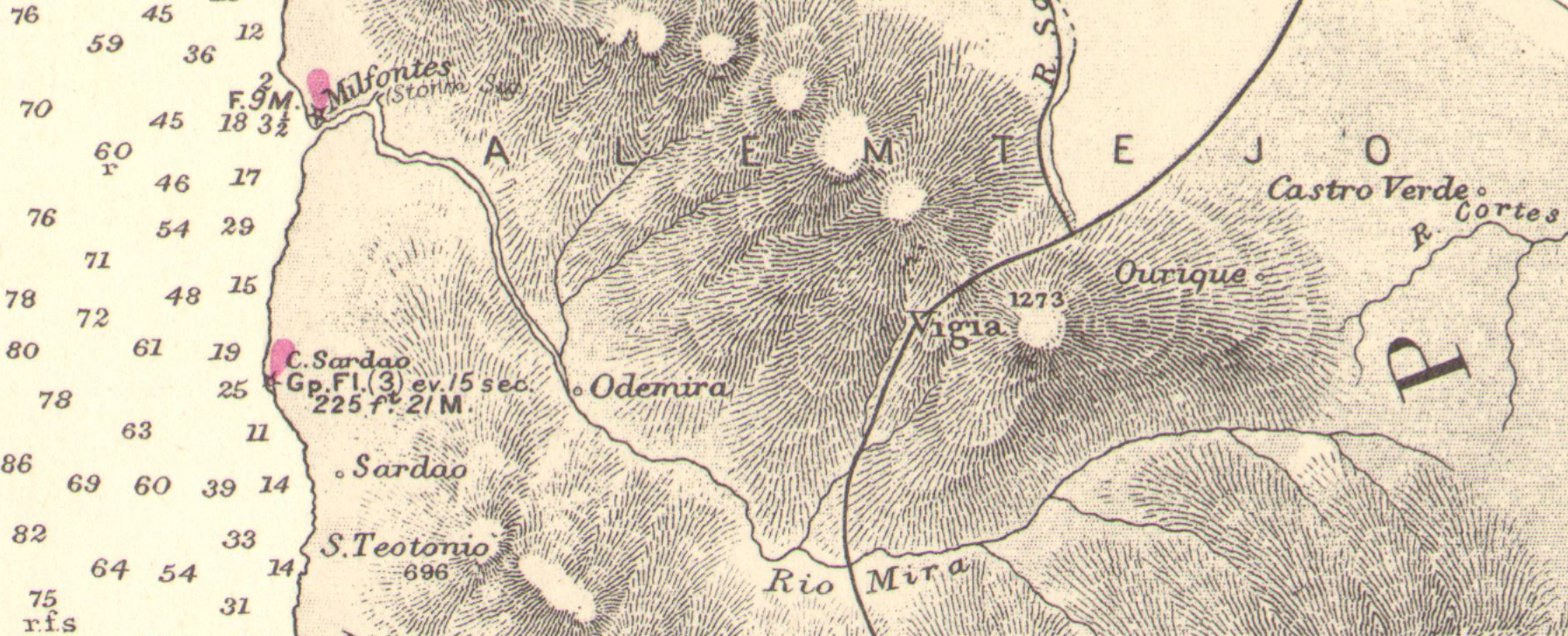
Carte de 1873 montrant le cours du fleuve Mira. La paroisse de São Luís est située au nord d'Odemira et à l'est de Vila Nova de Milfontes, dans une région au relief très accidenté.

São Luís est en superficie la quatrième plus vaste paroisse de la municipalité d'Odemira. Elle en fut aussi l'une des plus peuplées. En 1960, par exemple, on y recensait 4 345 habitants, ce qui en faisait la deuxième localité la plus peuplée de la commune. Son économie est principalement basée sur l'agriculture, l'élevage, la sylviculture et la production de liège. On y trouve également quelques services et petits commerces. Jadis existait aussi une importante exploration minière basée sur les gisements de fer et d'autres minerais présents dans la Serra de São Domingos. La vie associative locale est particulièrement riche, en témoignent notamment la Casa do Povo (Maison du peuple) et le groupe Transição São Luís (Transition São Luís).

## Patrimoine
En matière de patrimoine bâti, l'Église Mère se démarque. Parmi les autres édifices remarquables de São Luís on peut citer: le lavoir municipal, construit dans les années 1940, le débarcadère de Casa Branca qui comprenait un entrepôt pour l'exportation des céréales et du minerai via le fleuve Mira, et l'imposant pont do Sol Posto, exemple d'ouvrage d'art des années 1930. São Luís possède également des bâtiments intéressants d'un point de vue architectural en raison de leur construction en pisé, tels que l'Atelier Alexandre Bastos, la Casa do Monte dos Troviscais et le Marché municipal. La localité compte aussi deux moulins à vent restaurés: celui de Lage, toujours en activité et celui d'Agonia. Elle possède également plusieurs sites naturels d'une grande beauté, tels que la Serra de São Domingos, la rivière du Torgal et le fleuve Mira.
Le reste du patrimoine inclut :
- Atelier Alexandre Bastos ;
- Maison de Monte dos Troviscais ;
- Maison du Peuple de São Luís ;
- Colline du château à Vale de Gaios ;
- Ermitage de Santa Catarina (Sao Luís) ;
- Ermitage de São Domingos (São Luís) ;
- Église paroissiale Saint-Louis ;
- Blanchisserie municipale de São Luís ;
- Marché municipal de São Luís ;
- Moulin à vent de l'agonie ;
- Pont du coucher du soleil ;
- Site archéologique Cerro do Oiro ;
- Site archéologique de Corgo das Conchinhas.